# Jean Baptiste Antoine Suard
Pour les articles homonymes, voir Suard.
Jean-Baptiste-Antoine Suard, né le 15 janvier 1732 à Besançon et mort le 20 juillet 1817 à Paris 1er, est un homme de lettres français, membre de l'Académie française.

## Biographie
Fils d’Edme Suard, appariteur à l’université de Besançon, où il accomplit des études distinguées, il faisait des études de droit en vue d’embrasser la profession d'avocat, il est impliqué comme témoigné d’un duel avec un officier de la garnison bisontine et condamné par l’autorité civile à trois mois de prison pour avoir refusé de dénoncer un condisciple. L’officier blessé étant un neveu du duc d’Argenson, et ses parents ne trouvant pas suffisante la peine et en réclamant une plus sévère, il est envoyé comme prisonnier d’État au fort de Sainte-Marguerite, pour une période indéterminée. Libéré, le 27 juin 1751, après treize mois d’incarcération, il retourne à Besançon mais, désenchanté, il quitte, quelques mois plus tard, cette ville pour la capitale, où il réside chez un oncle.
À son arrivée à Paris, en octobre 1751, il apprend l’anglais et fréquente assidument les théâtres et les cafés littéraires. Sa connaissance de l’anglais lui permet de subvenir, un temps, à ses besoins en traduisant un grand journal anglais pour un éditeur parisien, et concourt à des prix d’académies de province, tels que l’« Éloge de Louis XV ». L’abbé Trublet, dont il a fait la connaissance au café Procope, l’introduit chez Marie-Thérèse Geoffrin, qui lui ouvre son salon et le présente, à son tour, à Fontenelle. Il y rencontre également Saint-Lambert, Marmontel, Condorcet, Morellet, le baron d'Holbach, Helvétius, l’avocat Gerbier et surtout l’abbé Arnaud, qui deviendra son meilleur ami et collaborateur, mais aussi Buffon, D’Alembert, Diderot, Hume, Sterne, Gibbon, Garrick, Alfieri, Beccaria, Gatti et des diplomates étrangers. Il se lie également très intimement aux Necker, dont il devient l’ami préféré.
D’une paresse qui deviendra légendaire parmi ses amis, il laisse passer de magnifiques situations, comme celle de secrétaire du comte de Gisors que lui offrait Marmontel, celle de Maitre des Pages du duc de Gotha, proposée par Grimm, préférant rester à Paris, auprès de sa maitresse, jusqu’à ce qu’un dérangement survenu dans les affaires paternelles le prive de la petite pension qu’il reçoit de Besançon. Forcé de travailler pour subsister, il se charge, en 1755, de l’éducation du fils de l’Intendant des Menus, M. de Curys, à Versailles. De retour à Paris, en 1758, Marmontel lui procure un emploi au Mercure de France, où ses articles lui permettent de parfaire sa réputation d’écrivain de bon gout. abbé Raynal, qui le protégeait, lui procure l’occasion de donner des leçons de littérature au prince de Nassau et à quelques autres personnes de distinction.
En 1759, il rédige les Papiers anglais pour Palissot, et, la même année, il s’associe avec son ami Arnaud, l’abbé Prévost et Pierre-Jean-Baptiste Gerbier, pour lancer le Journal étranger, journal consacré à la littérature étrangère contenant des extraits, des critiques d'ouvrages et des poésies diverses traduites par Suard. À partir de 1762, ils troquent la direction du Journal étranger contre celle, mieux rémunérée, de la Gazette de France, avant de l’abandonner très rapidement parce que son commanditaire, le duc de Praslin en donnait tout le produit à sa maitresse et à son cuisinier. Il continue, en revanche, le Journal étranger, avec Arnaud, sous le même titre jusqu'en 1764, puis deux ans encore sous celui de Gazette littéraire de l'Europe.
Ayant fait, par l’intermédiaire de Buffon:23, la rencontre de l’éditeur Panckoucke, installé à Paris depuis 1764, il épouse sa sœur cadette, Amélie Panckoucke, le 16 janvier 1766, malgré la forte opposition de Marie-Thérèse Geoffrin. Suzanne Necker, dont Suard fréquente le salon, devra s’entremettre pour réconcilier les deux femmes, après plus de deux ans de froid:66. Il deviendra également un familier des salons de Julie de Lespinasse, lorsque celle-ci s’installera avec D'Alembert. Lui-même finira par avoir son propre salon, le dimanche, réunissant écrivains et gentilshommes comme le prince de Beauvau, Châtellux ou des hommes du monde comme le fermier général Gigot de Garville ou Jean Devaines.
Élu à l'Académie française en 1772 au fauteuil de Charles Pinot Duclos, il voit son élection annulée par le roi sous le prétexte qu'il avait collaboré à l’Encyclopédie, dans laquelle il n'a pourtant rien écrit, mais en réalité parce que cette accusation a été formulée par le Maréchal de Richelieu, qui voulait y faire entrer Lemierre, avait été très contrarié de cette nomination, disant qu’on exerçait à l’Académie « un despotisme effroyable, et que chacun y faisait ce qu’il voulait », façon de dire que Suard devait son élection au parti de d'Alembert, contre lequel sa propre coterie académique soutenue par Madame du Barry.
Désirant se familiariser avec les institutions anglaises, il se rend à trois reprises en Angleterre, où, très bien accueilli il fait la connaissance de l'historien Robertson, qui, lui envoyant les feuilles de son Histoire de Charles-Quint, à mesure qu’on les imprimait, lui permet d’en faire paraitre la traduction en même temps que l’original. Cet ouvrage a connu autant de succès à Paris qu’à Londres, et a immédiatement valu au traducteur comme à son auteur une réputation européenne:130.
À son retour en France, de nouveau élu à l’Académie, le 26 mai 1774, il remplace l’abbé de La Ville. Cette fois, le roi non seulement ratifie son élection, mais le nomme censeur des pièces de théâtre, fonction qu'il occupe jusqu'en 1790. À ce titre, il refuse son approbation au Mariage de Figaro de Beaumarchais, dont l'audace de langage, surtout du fameux monologue du 5e acte, l’effraie, ce qui lui vaut d’être attaqué par Beaumarchais, qui triomphe de ses résistances, et dont la pièce finit par être représentée. Marie-Joseph Chénier s’en est également pris à lui pour avoir interdit de représentation son Charles IX, ou l’école des rois, mettant en scène, à l’époque des guerres de Religion, le fanatisme aux prises avec l’esprit de liberté. Ayant pris parti, dans la querelle des Gluckistes et des Piccinnistes opposant les défenseurs de l’opéra français aux partisans de la musique italienne, pour Gluck, il a publié, sous le nom de « l’Anonyme de Vaugirard », des critiques en ce sens dans le Journal de Paris.

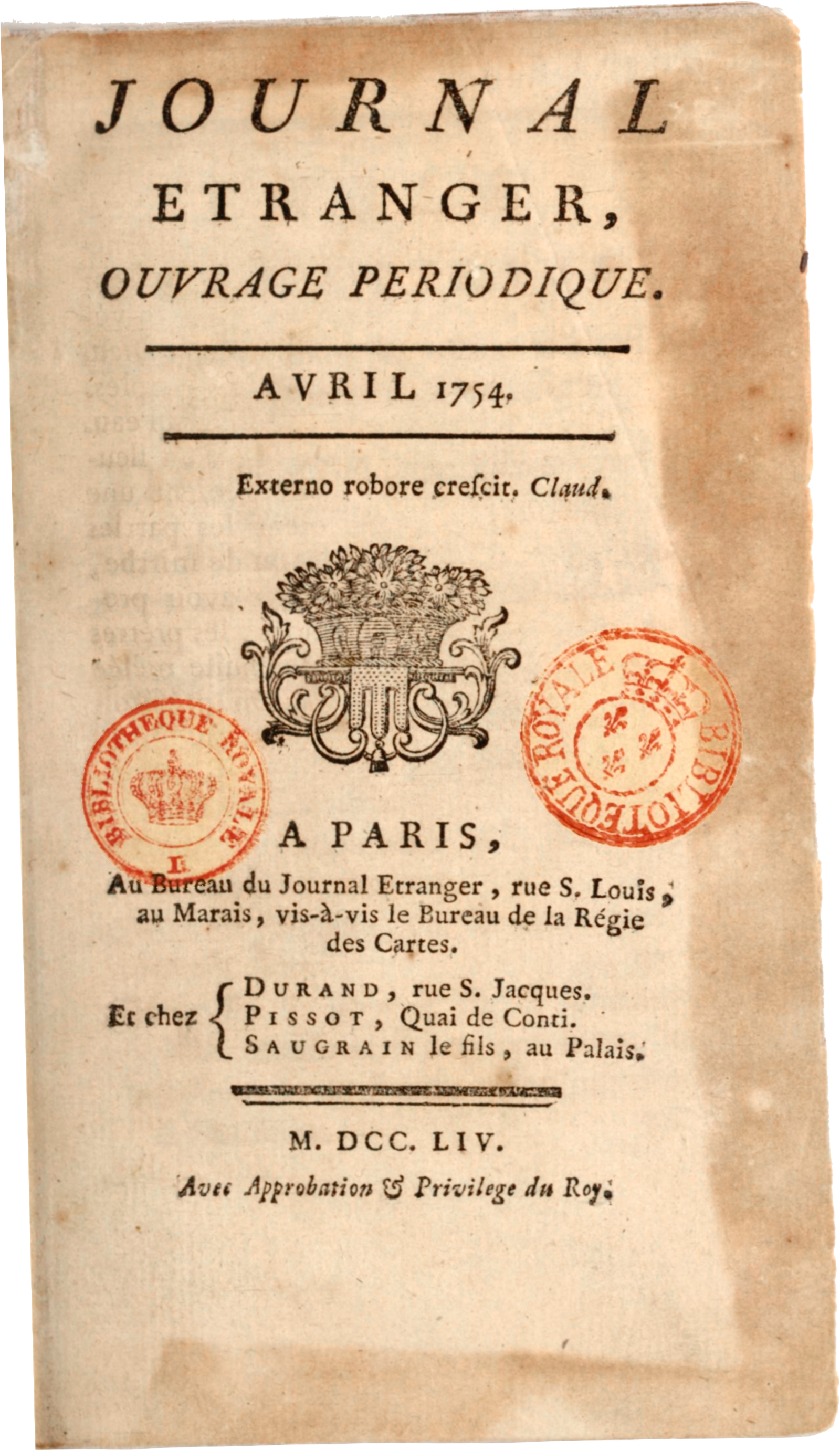
Le Journal étranger.

À l’évènement de la Révolution française, il rejoint la Garde nationale de Paris:138. Porté par ses lectures, par les discussions de questions économiques qu’il entendait entre ses amis Turgot, Morellet, Necker, Condorcet et autres, et par ses connaissances de la vie anglaise, à souhaiter un régime libéral, il se montre initialement favorable aux idées nouvelles, avant de s’en éloigner, lorsque celle-ci, abolissant la censure, ne lui fasse perdre tous ses revenus de censeur des spectacles, censeur royal et censeur du Journal de Paris. Défendant le principe de la censure de la presse, il réclame le paiement des arriérés de ses appointements et consigne ses protestations monarchiques notamment dans le journal intitulé les Indépendants. D’orientation essentiellement tory, il regrette assez rapidement l’Ancien Régime, malgré tous ses défauts. Plus bel esprit que philosophe, son caractère circonspect devait le dissuader de risquer son repos et de sa fortune particulière pour la liberté de son pays. Partageant les principes politiques de la conduite de son ami Malouët, pendant la Révolution, il prête sa plume aux ministres Montmorin et Sainte-Croix, à qui il était intimement lié.
Lors de la journée du 10 août 1792, qui consomme la chute de la monarchie constitutionnelle, il prend parti contre les insurgés pour le roi, ce qui l’obligera à se cacher quelque temps à Neuilly chez Devaines, puis de se retirer dans une maison de Fontenay-aux-Roses, qu'il a acquise, dix ans plus tôt. Au mois de novembre de la même année, il s’associe à Dupont de Nemours, Barante et d’autres dans la publication d’une feuille royaliste intitulée Nouvelles Politiques nationales et étrangères, destinées, dans la pensée de leurs fondateurs, à faire suite à la Gazette Universelle, ou papier-nouvelles de tous les pays et de tous les jours de Cerisier (en), dont les presses ont été brisées, le 10 aout, et qui a été obligé de s’éloigner de Paris. Les propriétaires, qui voulaient sans doute avoir pour eux l’autorité, la réputation et l’expérience de l’académicien, lui ayant offert une part dans la publication au prix de 10 000 francs qu’il pourrait payer sur sa part des bénéfices, cette opération lui a permis, une fois, ses obligations remplies, de vivre à l’aise.

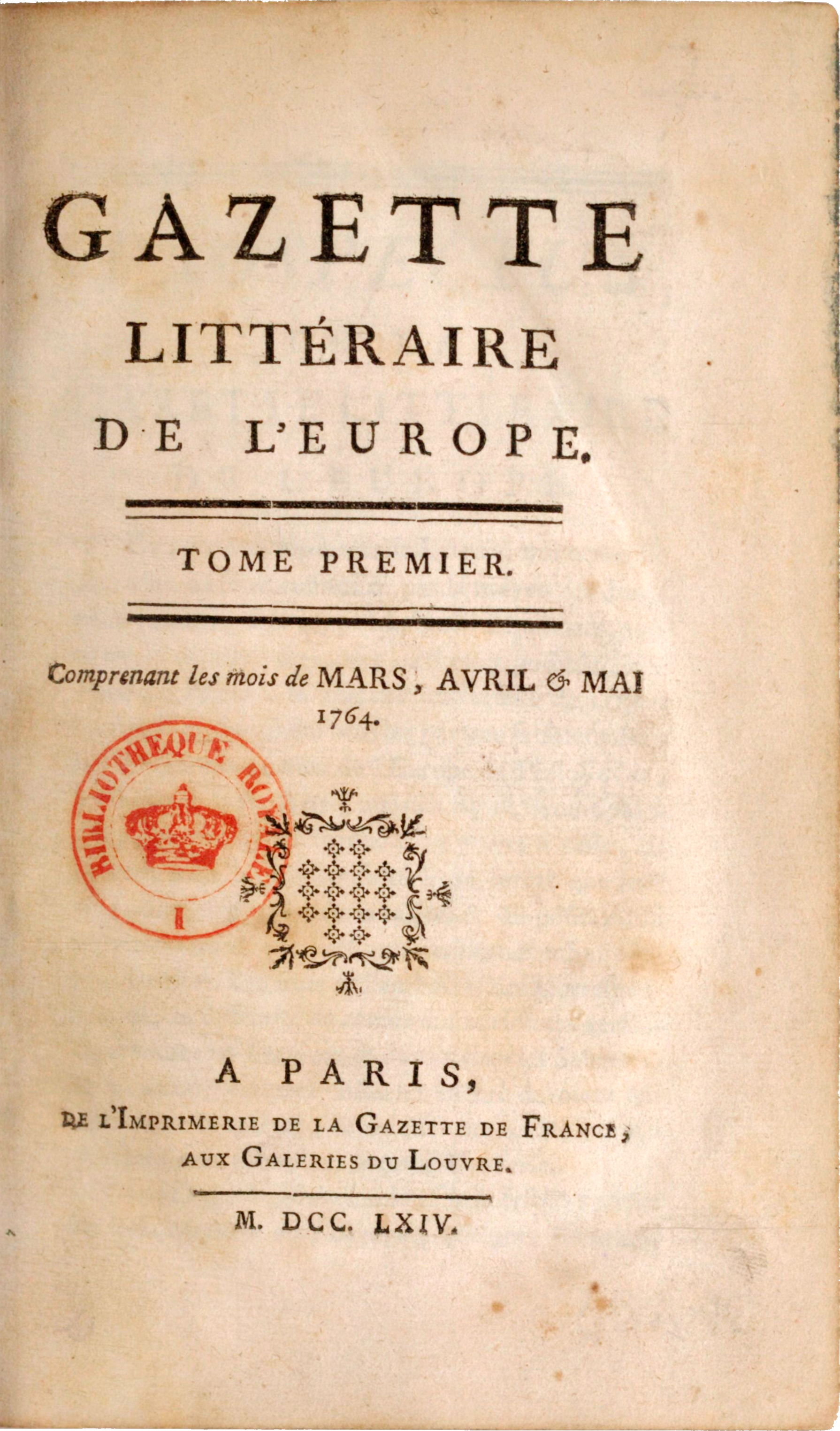
La Gazette littéraire de l'Europe.

Lorsque Chamfort réclame la suppression de l’Académie, il intervient avec éloquence, mais en vain, pour prendre sa défense. Pendant la Terreur, il se retire à Fontenay-aux-Roses. Son collaborateur ayant péri sur l’échafaud, le couple Suard, dévalisé par leur valet, leur unique enfant mort en bas âge, se terre à Fontenay:139. À la fin de la Terreur, trouvant des scellés posés sur sa demeure parisienne, Suard trouve refuge, d'abord chez un ami chez Sophie d'Houdetot et Saint Lambert, à Cernay, puis chez François de Pange à Passy. Sous le Directoire, Suard reprend la plume dans les Nouvelles politiques, nationales et étrangères . Rédigé par Suard, Dupont de Nemours, Lacretelle jeune, l’abbé Morellet, puis par MM. de Barrante et Guizot, tous écrivains connus par leur vive antipathie envers le Directoire, puis le Consulat. Après l’insurrection royaliste du 13 vendémiaire an IV, il est à nouveau contraint de se cacher.
Menacé d'arrestation et de déportation à la veille du coup d'État du 18 fructidor an V contre les parlementaires royalistes majoritaires, qui marque un renforcement de l'exécutif au détriment du législatif, le couple profite d’un court moment d’accalmie pour prendre le chemin de Coppet, à l’invitation de Necker, qui vient de perdre sa femme:145. Lorsque sa fille Germaine de Staël lui écrit de Paris pour l’avertir que le Directoire était mécontent du voir donner asile à des suspects. Tandis qu’Amélie va rejoindre son amie Pauline de Beaumont chez les Pange, à Passy, Suard se dirige vers Tübingen, où il retrouve Narbonne et Pauline de Laval, Jordan et les Gérando:55, après quoi il s’installe, en mars 1799, à Anspach, où résidaient nombre d’émigrés. En 1799, sa femme le rejoint, après trois années de séparation, sous prétexte de toucher un héritage en Allemagne:149. 
Suard n’est autorisé à rentrer en France qu’en novembre 1799, après la prise de pouvoir de Napoléon, avec le coup d'État du 18 Brumaire. Sous le gouvernement consulaire, il devient rédacteur au Publiciste, journal qui parait jusqu'en 1810. Accueilli avec égard par Napoléon, qui cherche à se le concilier, il est nommé membre de la Légion d’honneur, membre de l’Institut, membre de la Commission du Dictionnaire, et secrétaire perpétuel de l'Académie française de la classe de la langue et de la littérature française, le 20 février 1803. Il joint encore une pension à ces différents emplois. De 1804 à 1808, il collabore, avec Morellet, Gérando, Vanderbourg, etc., aux Archives littéraires de l'Europe, et reprend, sous le titre de Publiciste, la rédaction du journal qui l’avait fait proscrire, jusqu’à sa suppression par Napoléon. Il se contente alors de publier des éditions, des recueils, et des écrits de ce genre. L’activité salonnière du couple Suard a néanmoins repris et se poursuit avec de nouveaux habitués, notamment Germaine de Staël, Isabelle de Charrière, Guizot. 

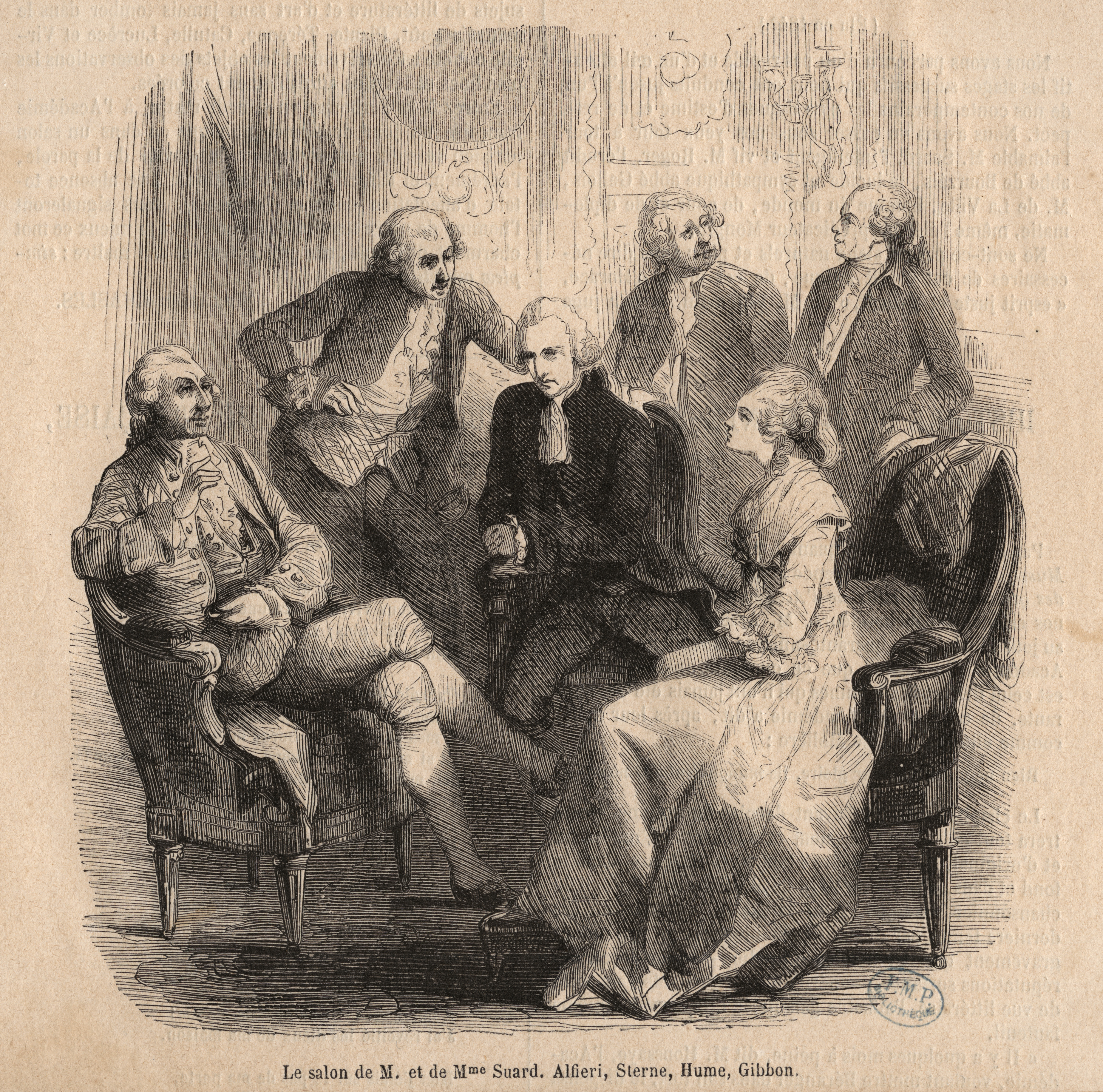
Le salon de Jean-Baptiste et Amélie Suard, avec Alfieri, Sterne, Hume, Gibbon.

Comme membre du jury des prix décennaux, il a été accusé de sévérité et d’impartialité en faveur de la littérature du XVIIIe siècle, mais il a encouragé les débuts de Victorin Fabre, Hippolyte Auger, et surtout Abel François Villemain. Il accueille avec satisfaction le retour des Bourbons et, sous la Restauration, Louis XVIII le récompense de sa fidélité en lui envoyant l'ordre et le cordon de Saint-Michel. Il sollicite le retour de son poste de censeur des théâtres, mais ne parvient qu'à se faire nommer censeur honoraire. On lui attribue également une part active dans l'épuration que subit alors l'Institut de France, avec ses Notes sur l'Institut, sorte de rapport précédé d’une lettre confidentielle insistant sur « un reste d’esprit révolutionnaire dont il est urgent d’arrêter l’influence » au sein de l’Académie, adressé au ministre de l’Intérieur Vaublanc. Il a fait de nombreux rapports à son Académie, et fourni un très grand nombre d’articles à la Biographie Universelle. Son dernier ouvrage est une édition soignée de sa traduction de l’Histoire de Charles-Quint sur Robertson, à laquelle il a joint une Notice sur l’auteur.
La paresse légendaire de Suard l’a empêché d’entreprendre aucun ouvrage de longue haleine. Se contentant de publier de temps en temps des articles dans les journaux, et de donner des éditions précédées de Notices, entre autres des maximes de Lachochefoucauld et La Bruyère, il a plus incarné, au sein de la nouvelle république littéraire des Lumières, la nouvelle classe de gens du monde éclairés par celles-ci que celle des gens de lettres. Il a également édité un Choix des anciens Mercure (1757-1764, 108 vol.) et la troisième partie de la Correspondance de Grimm (1813, 5 vol.). Suard a néanmoins joué un rôle important, par ses nombreuses traductions, notamment Robertson, Ossian, Hume, dans la diffusion en France de la vision par les Lumières écossaises de la séparation de l’Histoire en quatre étapes.

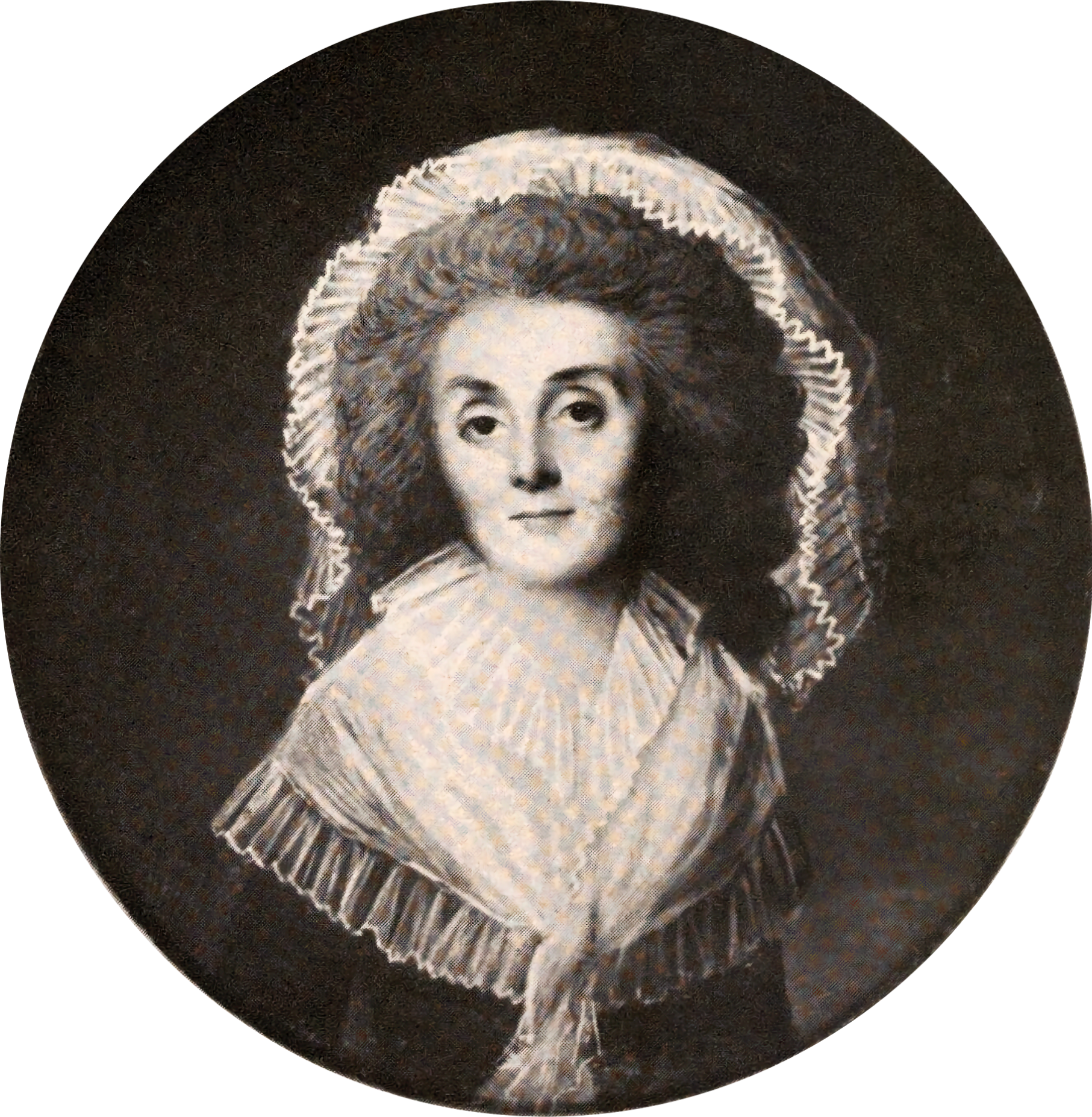
Amélie Suard en 1783.

Emporté en quelques jours par une grippe, son cortège funéraire comptait un grand nombre de ses confrères, d’hommes de lettres et de gens en place. Le chancelier de l’Académie Auger a prononcé un discours sur sa tombe à la sépulture commune des membres de l’Institut, au cimetière du Père-Lachaise. Il n’aura pas eu le temps de mettre la main au projet d’instruction publique, sous la forme d’un périodique réunissant les nouvelles et les opinions sur ce sujet, auquel Talleyrand avait eu l’idée de le préposa à la surveillance générale de la publication.
Suard a dû, en son temps, une bonne partie de sa renommée à son talent de conversation. Quant à l’importance de ses articles de critique littéraire auprès de ses contemporains, celle-ci a été fort exagérée par son ami et biographe Garat. Un demi-siècle plus tard, les jugements à l’égard de son œuvre sont fort mitigés. Gustave Vapereau écrit, par exemple que ses principales, sinon ses seules qualités, étaient l’ironie et la finesse, et qu’il ne reste de ses articles de critique littéraire n’ont conservé qu’un « qu’un souvenir en général peu favorable. »

## Jugements
« Monsieur Suard a beaucoup plus causé qu'il n’a écrit. »

— Dominique Joseph Garat

« Suard, aujourd’hui si fort inconnu aux générations nouvelles, mais qui, de son vivant, fut un vrai dictateur académique »

— Charles du Rozoir (d)

## Publications
- Lettre écrite de l’autre monde par l’A.D.F. à M.F., s.l. [Paris], s.n., 1753, 37 p., in-8º (OCLC 1176720113, lire en ligne sur Gallica). — Lettre sur la guerre des bouffons, donnée comme écrite post-mortem par l’abbé Desfontaines à Élie Fréron.
- avec François Arnaud, Variétés littéraires : ou Recueil de pièces, tant originales que traduites, concernant la philosophie, la littérature et les arts, Paris, Lacombe, 1768-1769, 4 vol. ; in-12 (OCLC 8828562, lire en ligne).
- Discours impartial sur les affaires actuelles de la librairie, Paris, Imprimeurs-libraires de Paris, 1777, 41 p., in-8º (OCLC 763195159, lire en ligne sur Gallica).
- « Lettres de l'Anonyme de Vaugirard », Journal de Paris, Paris,‎ mars-novembre 1777, p. 115-117, 125-152, 282-313, 354-374 (ISSN 2400-8354). — Série de huit lettres défendant principalement Gluck contre les attaques de La Harpe, et affirmant la supériorité de ce musicien sur les compositeurs italiens.
- Mélanges de littérature, Paris, Dentu, an xii (1803)-an xiii (1804), 1re éd., 5 vol. ; in-8º (OCLC 493225978, lire en ligne) ; 2e éd., rev. et cor., 1806, 5 vol. ; in-16 (OCLC 777043517, lire en ligne).
- J. B. A. S., De la liberté de la presse : Seconde lettre, Paris, L.-G. Michaud, 1814, 16 p., in-8º (OCLC 763276386, lire en ligne sur Gallica).

### Traductions
- Samuel Richardson, Clarissa Harlowe, 1748.
- Exposé succinct de la contestation qui s'est élevée entre M. Hume et M. Rousseau : avec les pièces justificatives (Déclaration adressée par M. d’Alembert aux éditeurs, p. 125-127), Londres [i.e. Paris], s.n., 1766, xiv-127 p., 18 cm (OCLC 763697917, bpt6k57875157).
- Samuel Richardson, Lettres posthumes et testament de Clarisse Harlove…, 1766.
- John Byron, Voyage autour du monde fait en 1764 et 1765, 1767.
- Mary Wortley Montagu, Lettres de milady Worthley Montague, 1768.
- William Robertson, L’histoire du règne de l’empereur Charles-Quint précédée d’un tableau des progrès de la société en Europe depuis la destruction de l’Empire Romain jusqu’au commencement du seizieme siècle, 6 vols., 1771, rééd. 1817, rééd. 1843.
- William Robertson, Histoire d’Écosse sous les règnes de Marie Stuart et de Jacques VI, 1772.
- John Millar, Observations sur les commencemens de la société, 1773.
- James Cook et al., Relation des voyages entrepris par ordre de Sa Majesté Britannique et successivement exécutés par le commodore Byron le capitaine Carteret le capitaine Wallis & le capitaine Cook dans les vaisseaux le Dauphin le Swallow & l’Endeavour, 1774.
- David Hume, La Vie de David Hume écrite par lui-même traduite de l’anglois, 1777.
- James Cook, Voyage dans l’hémisphère austral et autour du monde, 1778.
- William Robertson (trad. avec H. Jansen), Histoire de l’Amérique, Paris, Janet et Cotelle, 1778, rééd. 1780, 1818, 1828, 1845, 1891, 4e éd., 4 vol. : cartes ; 21 cm (ISBN 9780665473265, OCLC 1108739465, lire en ligne).
- James Cook, Voyage au pole austral et autour du monde fait sur les vaisseaux de roi l’Aventure & la Résolution en 1772, 1774 & 1775.
- William Cooke, Elémens de critique dramatique ; contenant une analyse du théâtre sous les titres suivans, 1799.
- William Robertson, Histoire de la découverte de l’Amérique.
- David Hume, Ma vie, 1992.
- David Hume, Essais sur le bonheur, 2011.